# Aeonium arboreum
Aeonium arboreum is een overblijvende plant uit de vetplantenfamilie (Crassulaceae). De plant is endemisch op de westelijke Canarische Eilanden.

## Naamgeving enetymologie
- Synoniem: Sempervivum arboreum L.
- Engels: Tree Aeonium
- Spaans: Bejeque arbóreo

De botanische naam Aeonium is afgeleid uit het Oudgriekse αἰώνιος, aiōnios (eeuwig), naar de overblijvende bladeren. De soortaanduiding arboreum is de onzijdige vorm van het Latijnse 'arboreus' (boomvormig).

## Kenmerken

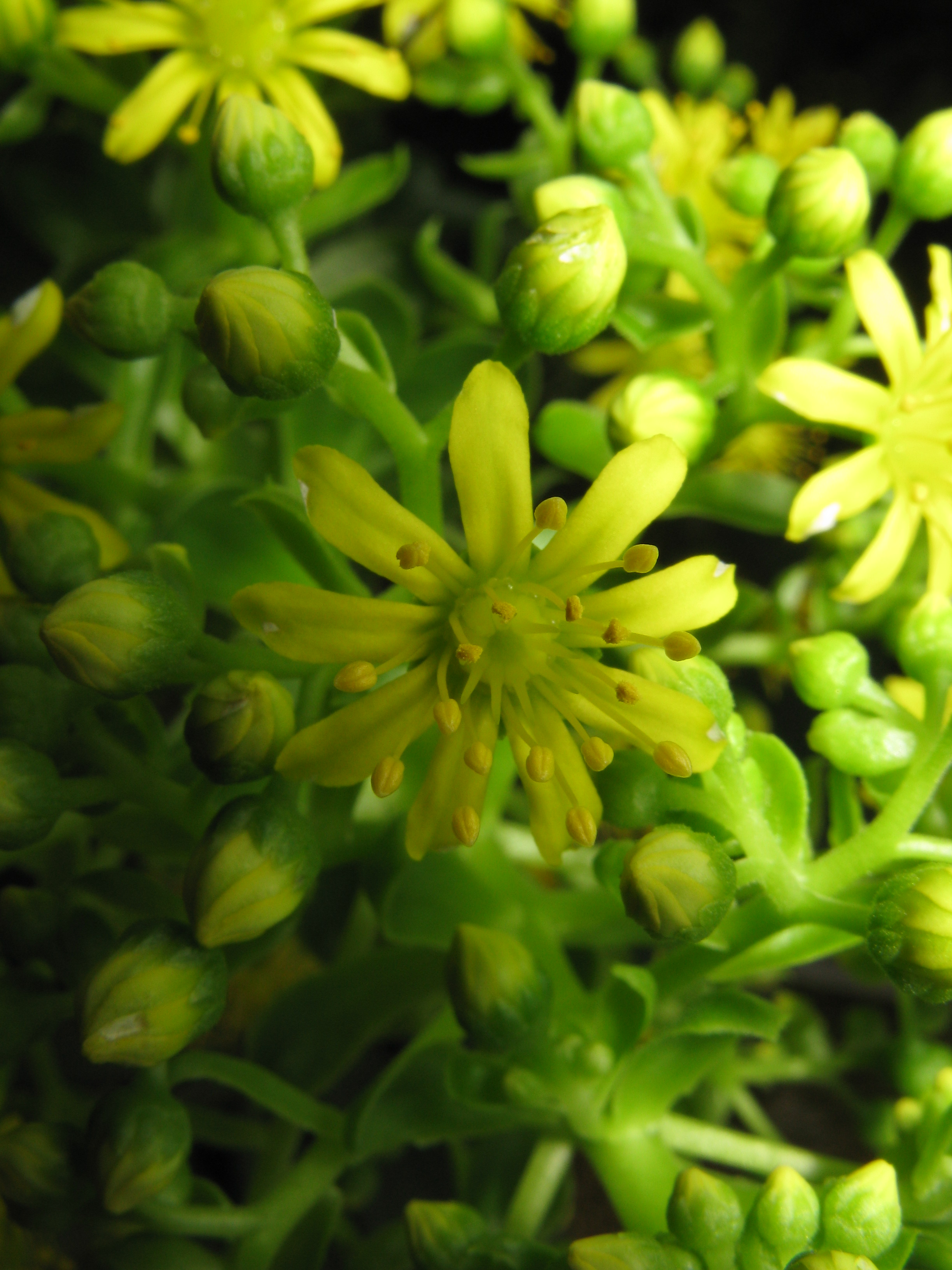
Aeonium arboreum, detail bloem

Aeonium arboreum is een overblijvende, kruidachtige plant tot kleine struik, tot 2 m hoog, met een lange, weinig vertakte, gladde, 1 tot 3 cm brede stengel met aan het uiteinde tot 25 cm brede bladrozetten. De bladeren zijn tot 15 cm lang, omgekeerd-eirond tot lancetvormig, met een spitse top en wigvormige basis, glad en glanzend groen, rood of paars aangelopen, de bladranden bezet met doorzichtige haren.
De bloeiwijze is een tot 25 cm hoge, dens kegel- tot eivormige tros met gele of wit-roze bloemen, elk voorzien van 9 tot 11 lijn- tot lancetvormige kroonbladen en een behaarde kelk.
De plant bloeit in het voorjaar.

## Habitaten verspreiding
Aeonium arboreum groeit op zonnige of licht beschaduwde plaatsen op verweerde vulkanische bodem.
De plant is endemisch op de westelijke Canarische Eilanden, waar deze voorkomt op Tenerife, La Palma, El Hierro, La Gomera en Gran Canaria.
De populaties die gevonden worden op het Iberisch Schiereiland, de Marokkaanse kust en het Middellandse Zeegebied zijn waarschijnlijk als neofyten te beschouwen.

## Taxonomie
Aeonium arboreum kent twee ondersoorten, verspreid over vijf eilanden:
- A. a. subsp. arboreum (L.) Webb & Berthel. (Gran Canaria)
- A. a. subsp. holochrysum (H. Y. Liu) Bañares (Tenerife, La Palma, La Gomera en El Hierro)

... · 
A. arboreum · 
A. canariense · 
A. davidbramwellii · 
A. glandulosum · 
A. glutinosum · 
A. goochiae · 
A. hierrense · 
A. nobile · 
A. sedifolium · 
A. spathulatum · 
...